# 湊川四良兵衞
湊川 四良兵衞（みなとがわ しろべえ、生年不詳 - 1890年2月16日）は、加賀国石川郡（現在の石川県金沢市）出身で、小嵐部屋（京都相撲）から湊川部屋に所属した元大相撲力士。本名:同じ（旧姓:辻）、最高位は東前頭5枚目。

## 略歴
- 1847年（弘化4年）7月場所 - 京都相撲
- 1850年（嘉永3年）3月場所 - 江戸相撲、三段目付出で初土俵
- 1863年（文久3年）7月場所 - 師匠（元幕下・藤ノ戸亀吉）死去、二枚鑑札で年寄・湊川（5代）を襲名して湊川部屋を継承
- 1863年（文久3年）11月場所 - 新入幕
- 1866年（慶応2年）11月場所 - 現役引退、年寄専務
- 1890年（明治23年）2月 - 年寄死去

## 主な成績
- 幕内戦績:12勝30敗14分13休（7場所）
- 各段優勝：なし

## 四股名変遷
- 立田山 辰之助（たつたやま たつのすけ）1847年7月 - 1849年（京都相撲）
- 立田山 弥吉（- やきち）1849年 - 1850年（京都相撲）
- 立田野 吉蔵（たつたの きちぞう）1850年3月場所 - 1959年11月場所
- 茂り山 弥吉（しげりやま やきち）1860年3月場所 - 1862年11月場所
- 湊川 四良兵衞（みなとがわ しろべえ）1863年7月場所 - 1866年11月場所（引退）